# Angelica capitellata
Angelica capitellata là một loài thực vật có hoa trong họ Hoa tán. Loài này được (A.Gray) Spalik, Reduron & S.R.Downie mô tả khoa học đầu tiên năm 2004.